# Dragoslav Živković
Dragoslav Živković je rođen u Knjaževcu 1955. godine. Studirao je na Akademiji likovnih umetnosti u Beogradu, u klasi Mirjane Mihać. Stručno usavršavane zaokružio je magistraturom 1987. god. Dragoslav Živković živi u Knjaževcu. Radi u Zavičajnom muzeju Knjazevac.
Autentičnost i univerzalnost njegovog rada stavljaju ga u red najuticajnijih i najznačajnijih savremenih stvaralaca. Uspešnost negovog rada potvrđuju mnoge značajne nagrade - Nagrada za slikarstvo iz fonda Petra Lubarde, Nagrada iz fonda Bete i Riste Vukanovića, Godišnja nagrada Galerije Ilije M.Kolarca i Nagrada za akvarel na 12.Međunarodnoj izložbi minijature u Torontu.
Izlagao je na više samostalnih i grupnih izložbi. Decembra 2006.godine imao je retrospektivnu uzložbu u galeriji ″Progres″ u Beogradu. Kolekcija dela Dragoslava Živkovića zauzima izuzetno mesto u umetničkom fondu Zavičajnog muzeja Knjazevac. Največi broj dela nastao je za potrebe stalnih postavki Muzeja, deo , uglavnom ranijih radova je poklon autora Muzeju.